# Nachodka (Jamalië)
Nachodka (Russisch: Находка, [Nachodka]; letterlijke betekenis: "vondst") is een plaats (selo) en haven aan de Tazboezem in het zuidwesten van het gemeentelijk district Tazovski van het autonome district Jamalië van de Russische oblast Tjoemen. De plaats vormt een selskoje poselenieje binnen het gemeentelijk district Tazovski. Het grootste deel van de bevolking bestaat uit Nenetsen. Het gebied kent een streng klimaat, met temperaturen die kunnen dalen tot -50°C in de winter. Pas in de tweede helft van mei begint het ijs er te dooien.
In de buurt van de plaats ligt het aardgasveld Nachodinskoje, dat door LUKoil wordt geëxploiteerd.